# David Faganel
David Faganel, slovenski slikar in arhitekt * 21. oktober 1966, Trst.

## Življenje in delo[2]
David Faganel se je rodil 21. oktobra 1966 v Trstu, in sicer očetu Robertu in materi Carmen Bandelj. Osnovno šolo je obiskoval v rojstnem mestu. Pri dvanajstih letih se je z družino preselil v Gorico, kjer je nadaljeval šolanje na nižji srednji šoli Ivana Trinka. Nato se je vpisal na italijansko šolo za umetnost – smer slikarstvo (Istituto statale d'arte Max Fabiani). 
Leta 1985 je sledil vpis na ljubljansko Fakulteto za arhitekturo in geodezijo. Ob univerzitetnem študiju je nadaljeval s poglabljanjem v slikarstvo in tudi že razstavljal. Leta 1993 je z odliko diplomiral pri Petru Gabrijelčiču in bil nekaj časa tudi njegov asistent. Po vrnitvi v Gorico se je začel njegov ustvarjalni vzpon. Komaj devetindvajsetleten mlad arhitekt je bil na natečaju izbran za obnovo Katoliškega doma, nato preimenovanega v Kulturni center Lojze Bratuž. 
Vzporedno z delom arhitekta se je odvijalo tudi njegovo slikarsko in kiparsko ustvarjanje. Potovalna sla ga je popeljala v Kanado in ZDA, v Francijo in na Kanarske otoke, od koder se je vračal poln vtisov in beležk za vrsto odličnih del. V njegov opus sodijo številne nove ter obnovljene zasebne in javne zgradbe (Kulturni center Lojze Bratuž, Palace Hotel, Katoliška knjigarna, Kulturni center Igo Gruden v Nabrežini), slikarska dela ter plastike v kamnu in lesu, pa tudi spominski plošči Primožu Trubarju in Mirku Špacapanu v Gorici. 
Leta 1997 je pri Goriški Mohorjevi družbi izšla zbirka pesmi Nedorečenemu Jurija Paljka, opremljena z umetnikovimi slikami. 
Slikar se je udeležil in tudi organiziral več slikarskih kolonij, na katerih je spoznal vrsto umetnikov (npr. Leona Koporca, 1926-2003; Franceta Slana, 1926-2022). Deluje kot svobodni arhitekt in slikar ter profesor matematike, tehnike in likovne vzgoje na nižji srednji šoli Pavla Petričiča v Špetru.

## Samostojne razstave[3]
- 1987 Ljubljana, Galerija Center Merkur
- 1988 Ljubljana, Galerija Maxi Market
- 1989 Ljubljana, Galerija Studio Demšar
- 1993 Gorica, galerija Katoliške knjigarne
- 1994 Novo mesto, Galerija Krka
- 1997 Gorica, Kulturni center Lojze Bratuž
- 1998 Ronke, Galleria Biblioteca municipale
- 2003 Nabrežina, Kulturni center Igo Gruden
- 2004 Gorica, Kulturni center Lojze Bratuž
- 2004 Opčine, Bambičeva galerija
- 2005 Celovec, galerija Zveze celovških bank
- 2008 Bibione, Galleria comunale
- 2008 Celovec, galerija SPZ Celovec

## Skupinske razstave[4]
- 1985 Radovljica, Občinska galerija
- 1987 Ljubljana, galerija Pivovarne Laško
- 1988 Badkleinkirchen, Stadtgalerie 1995 Gorica, Kulturni dom
- 1996 Gorica, Kulturni center Lojze Bratuž 1998 Nova Gorica, Poslovni center HIT
- 1998 Novo mesto, Galerija Krka
- 1999 Vogrsko (Nova Gorica), Grad Vogrsko 2001 Lipica (Sežana)
- 2002 Sežana, srečanje umetnikov
- 2003 Sežana, dobrodelna slikarska razstava

- 2004 Kosovelje (Sežana), Likovna galerija Kosovelje Galerija Krvina

- 2005 Sežana, Kosovelov dom
- 2006 Nova Gorica, Mesa Pomladni spev